# Imbabazane

Gemeindegebiet bis 2016

Wappen der Gemeinde

Imbabazane (englisch Imbabazane Local Municipality) war eine Gemeinde im südafrikanischen Distrikt Uthukela in der Provinz KwaZulu-Natal. Verwaltungssitz der Gemeinde war Ntabamhlophe. Phindile Gladys Strydom war die letzte Bürgermeisterin. Der African National Congress stellte zuletzt die Mehrheit im Gemeinderat. Die Gemeinde ging 2016 in der Gemeinde Inkosi Langalibalele auf.
Der Gemeindename ist der Name eines einheimischen Baums. 2011 hatte die Gemeinde 113.073 Einwohner. Sie deckte ein Gebiet von 1426 Quadratkilometern ab. Die Gemeinde wurde im Jahr 2000 gegründet und konnte in zwei Gebiete eingeteilt werden: Ntabamhlophe und das Loskop-Gebiet. Es gab sechs Traditional-Authority-Gebiete, Verwaltungseinheiten traditioneller Stammesführer, in der Gemeinde.
Ein großes Problem der Gemeinde waren HIV und AIDS. Insbesondere junge schwangere Frauen waren von der Krankheit betroffen.

## Geografie
Im Nordwesten grenzte Imbabazane an Okhahlamba und im Osten an Umtshezi, mit dem es 2016 fusionierte. Südlich der Gemeinde lag der Distrikt uMgungundlovu und südwestlich das ehemalige District Management Area Giant’s Castle Game Reserve. Die Gemeinde lag in den Ausläufern der Drakensberge an der Grenze zu der Welterbestätte uKhahlamba-Drakensberg-Park. 
In der Gemeinde gab es keine Städte.

## Wirtschaft
Imbabazane war eine sehr ländliche Gemeinde ohne städtische Gebiete und die wirtschaftlich schwächste Gemeinde des Distrikts. Estcourt war die nächste Stadt und dient als Einkaufs- und Dienstleistungszentrum für die Gemeinde. Der wichtigste wirtschaftliche Sektor war die Landwirtschaft. Dabei wurde hauptsächlich Forstwirtschaft betrieben. Das internationale Unternehmen Masonite hatte hier ein Werk zur Holzverarbeitung. Es gab auch einige Farmen. Der Ackerbau wurde allerdings durch private Viehhaltung behindert. Die Tiere wurden nicht von den Feldern ferngehalten. Die Fertigungsindustrie und der Tourismus waren sehr schwach ausgeprägt. In Loskop gab es eine Schuh- und eine Textilfabrik. Ein Großteil der Bevölkerung arbeitete außerhalb der Gemeinde in Estcourt und Ladysmith.

## Sehenswürdigkeiten
In Imbabazane gab es mehrere artenreiche Gebiete, die allerdings besser geschützt und ausgebaut werden müssen, um touristisch genutzt werden zu können.